# サラ・シェパード
サラ・シェパード（Sara Shepard、1977年4月8日 - ）はアメリカ合衆国の作家。

## 作品
- プリティ・リトル・ライアーズ